# The Moon Lay Hidden Beneath a Cloud
The Moon Lay Hidden Beneath a Cloud (v překladu „měsíc, ležící skryt za mrakem“) je rakouská hudební skupina, založená v roce 1992 a která ukončila činnost o 7 let později. Je známa též pod zkratkovitým názvem T.M.L.H.B.A.C. Její tvorba osciluje mezi moderním folkem a klasickou německou elektronikou posledních desetiletí 20. století.
Duo, skládající se ze zpěvačky Alzbeth a instrumentalisty Albina Julia (po dobu existence skupiny též životních partnerů), vytvořilo za dobu existence projektu celkem 5 konceptuálních alb. Hudba souboru je založena na kombinaci vlivů neofolku a elektroniky, přičemž folkový podíl dominuje a celkový dojem působí bizarně eklekticky (z těchto důvodů, ale především pro vokální expresionismus byla některými kritiky srovnávána s českým souborem Skrol, jde však o podobnost čistě formalistickou - Skrol jsou symfo-industriálním souborem, ovšem též s výrazným ženským vokálem). Texty jsou inspirovány středověkem a jejich vskutku originálním atributem je užívání mnoha jazyků - angličtiny, francouzštiny, latiny i slovanských jazyků. Není bez zajímavosti, že na obalu jedné jejich desky je socha sv.Václava (viz), jakkoli hlubší konotaci mezi hudbou a touto skutečností nelze vysledovat, což se týká i oné záliby v multilinguálním pojetí, kterou lze považovat spíše za manýru. Soubor se rozpadl ve stejné době, kdy se rozešli oba jeho členové coby partneři, přičemž Albin Julius pokračuje nadále v činnosti v rámci kultovního projektu Der Blutharsch, zatímco Alzbeth hudební scénu zcela opustila. Jako skladatel se výrazně podílel na dvou albech britského projektu Death in June, kde pro krátkou dobu fungoval i jako hrající člen na koncertech.

## Diskografie
Alba :
- The Moon Lay Hidden Beneath a Cloud, 1993
- Amara Tanta Tyri, 1994
- A New Soldier Follows the Path of a New King, 1995
- Were You of Silver, Were You of Gold, 1996
- The Smell of Blood, But Victory, 1997

Singly:
- Kostnice, 1995
- The Moon Lay Hidden Beneath a Cloud, 1997

Kompilace:
- Rest on Your Arms Reversed, 1999

## Příbuzné formace
- Der Blutharsch
- Deutsch Nepal